# L’Aiguillon
L’Aiguillon település Franciaországban, Ariège megyében. Lakosainak száma 375 fő (2022. január 1.). L’Aiguillon Bélesta, Bénaix, Fougax-et-Barrineuf, Lesparrou, Saint-Jean-d’Aigues-Vives és Dreuilhe községekkel határos.

## Népesség
A település népességének változása:
| Lakosok száma | 372  | 437  | 480  | 399  | 397  | 420  | 429  | 397  | 381  | 375  |
|               | 1968 | 1982 | 1990 | 2006 | 2013 | 2015 | 2017 | 2019 | 2020 | 2022 |